# 高德译本
高德文理译本，一说是高德修订马士曼译本而成，一说是他重新翻译，只是参考了之前的译本，其中包括马士曼译本。高德是浸信会人士，由于自己的宗派信仰，他不太愿意参与委办译本的翻译，而愿意翻译一本独立的、体现浸信会立场的译本。早在1841年，他就开始翻译圣经，后来与怜为仁(William Dean)合作，在1850年出版了创世记，1851年出版了出埃及记和马太福音，于1853年出版新约，此译本将God译为神，将baptism译为浸。1854年高德去世。旧约由怜为仁(William Dean)在1868年译完。后来，罗梯尔(Edward Lord)修订了新约，并在1872年出版。此译本语言通俗易懂，文字表达清晰，较委办译本更贴近原文。

## 译文摘录
以下译文摘自马太福音第3章1-3节：
当时施浸者约翰、来犹太旷野宣云、尔当悔改、盖天国近矣、此即先知以赛亚所指云、有呼于野者之声曰、备主之路、整直其径者。
以下是马太福音第3章13-17节：
时耶稣自加利利至约但、就约翰欲受其浸、约翰辞曰、我须受浸于尔、尔乃就我乎、耶稣答曰、今姑许、盖我等当如是尽诸义也、遂许之、耶稣受浸毕、由水而上、天为之开、见神之灵似鸽、降临其上、又自天有声云、此我爱子、吾所喜悦者也。

### 网页
- 忠信與操縱――當代基督教《聖經》中文譯本研究
- 中文聖經譯本流源 （页面存档备份，存于）

## 外邦链接
- 圣经珍本：高德译本 （页面存档备份，存于）
- 《聖經中文譯本編年紀》(聖經．中文．翻譯) （页面存档备份，存于）
- 《高德譯本》(聖經．中文．翻譯) （页面存档备份，存于）